# Pachycondyla excavata
Pachycondyla excavata är en myrart som först beskrevs av Carlo Emery 1893.  Pachycondyla excavata ingår i släktet Pachycondyla och familjen myror.

## Underarter
Arten delas in i följande underarter:
- P. e. acuticostata
- P. e. excavata